# God Tussi Great Ho
Pour plus de détails, voir Fiche technique et Distribution.
God Tussi Great Ho (en hindi: गॉड तुस्सी ग्रेट हो, en français: Dieu, tu es grand)est un film de comédie fantastique indien de 2008, écrit et réalisé par Rumi Jaffery. Il met en vedette Amitabh Bachchan, Salman Khan, Priyanka Chopra et Sohail Khan. Selon le réalisateur Rohit Dhawan, le film est un remake de la comédie hollywoodienne de 2003 Bruce tout-puissant, avec Jim Carrey, Morgan Freeman et Jennifer Aniston,.

## Synopsis
Arun Prajapati a essayé de devenir un présentateur de télévision à succès, mais le succès lui a toujours échappé. Il blâme Dieu pour ce manque de succès. Arun est éperdument amoureux d'Alia Kapoor (Priyanka Chopra), qui est une présentatrice de télévision et une star bien connue travaillant sur la même chaîne, mais il n'a jamais pu exprimer son amour pour elle.
Lorsque Rocky est nommé présentateur de la chaîne, Arun commence à croire que Rocky va gagner Alia. Plus tard, Arun est renvoyé de la chaîne après que le lancement de sa nouvelle émission ait été saboté par Rocky. Il n’a personne d’autre à blâmer que Dieu lui-même, qu’il rencontre plus tard en personne. Une dispute éclate entre les deux, à la fin de laquelle Dieu décide alors de donner à Arun le pouvoir sur toutes choses pendant dix jours, durant lesquels Arun pourra prouver qu'il est un meilleur opérateur de l'univers.
Arun utilise ce pouvoir pour récupérer son travail, mettre Rocky dans une situation inconfortable et gagner le cœur d'Alia. Après que Dieu l'ait réprimandé pour n'avoir fait qu'améliorer les choses pour lui-même, Arun commence à écouter les prières des gens. Il se rend compte plus tard que considérer les souhaits de chaque personne individuellement prendrait trop de temps, alors pour économiser du temps et des efforts, il exauce les souhaits de chacun (y compris le souhait des criminels d'être libres) et le souhait de Rocky qu'Alia l'épouse. Les criminels perturbent le mariage de Rocky et Alia, et Alia est abattue par l'un des criminels.
Arun demande plus tard à Dieu pourquoi tout cela lui arrive. Dieu explique que c’est sa faute et que personne ne peut le blâmer pour cela. Arun se sent mal, mais Dieu lui pardonne et recommence sa vie. Pendant le jeu télévisé, il trompe Rocky en lui faisant mentir son amour pour Alia et le dénonce pour avoir volé son idée pour le jeu télévisé. Il est démasqué comme un imposteur et Alia se retourne contre lui. Alia pose alors quelques questions à Arun et il ment avec amour. Arun gagne le cœur d'Alia à la fin.

## Distribution
- Amitabh Bachchan en tant que Dieu
- Salman Khan dans le rôle d'Arun Prajapati, un présentateur de journal télévisé en difficulté qui blâme Dieu pour ses problèmes jusqu'à ce qu'il reçoive ses pouvoirs pendant dix jours.
- Priyanka Chopra dans le rôle d'Alia Kapoor, une présentatrice de journal télévisé à succès et l'amoureuse d'Arun.
- Sohail Khan dans le rôle de Rakesh « Rocky » Sharma, un autre présentateur de nouvelles qui est également amoureux d'Alia et qui est le rival d'Arun.
- Anupam Kher dans le rôle de Jagmohan Prajapati
- Dalip Tahil dans le rôle de Jagdish Kewalchandani
- Beena Kak dans le rôle de Rashmi Prajapati
- Upasana Singh dans le rôle de Divya Singh
- Rukhsar Rehman dans le rôle de Madhu Prajapati, la sœur d'Arun, la fille de Jagmohan et Rashmi
- Sanjay Mishra dans le rôle de Murari Sadhu, l'acolyte de Rocky
- Rajpal Yadav dans le rôle de Rangeela Prakash
- Satish Kaushik dans le rôle du politicien Bhola Ram "Netaji" Sacha

## Box office
God Tussi Great Ho a été considéré comme un échec commercial. Cependant, le film a rencontré un succès modéré dans le circuit vidéo domestique. Les droits de diffusion par satellite du film ont fait l'objet d'une longue bataille judiciaire entre le producteur et Shemaroo Entertainment. Le verdict a été en faveur du producteur qui a vendu les droits satellite à Zee TV.